# L'Épreuve (cycle littéraire)
Pour les articles homonymes, voir L'Épreuve.

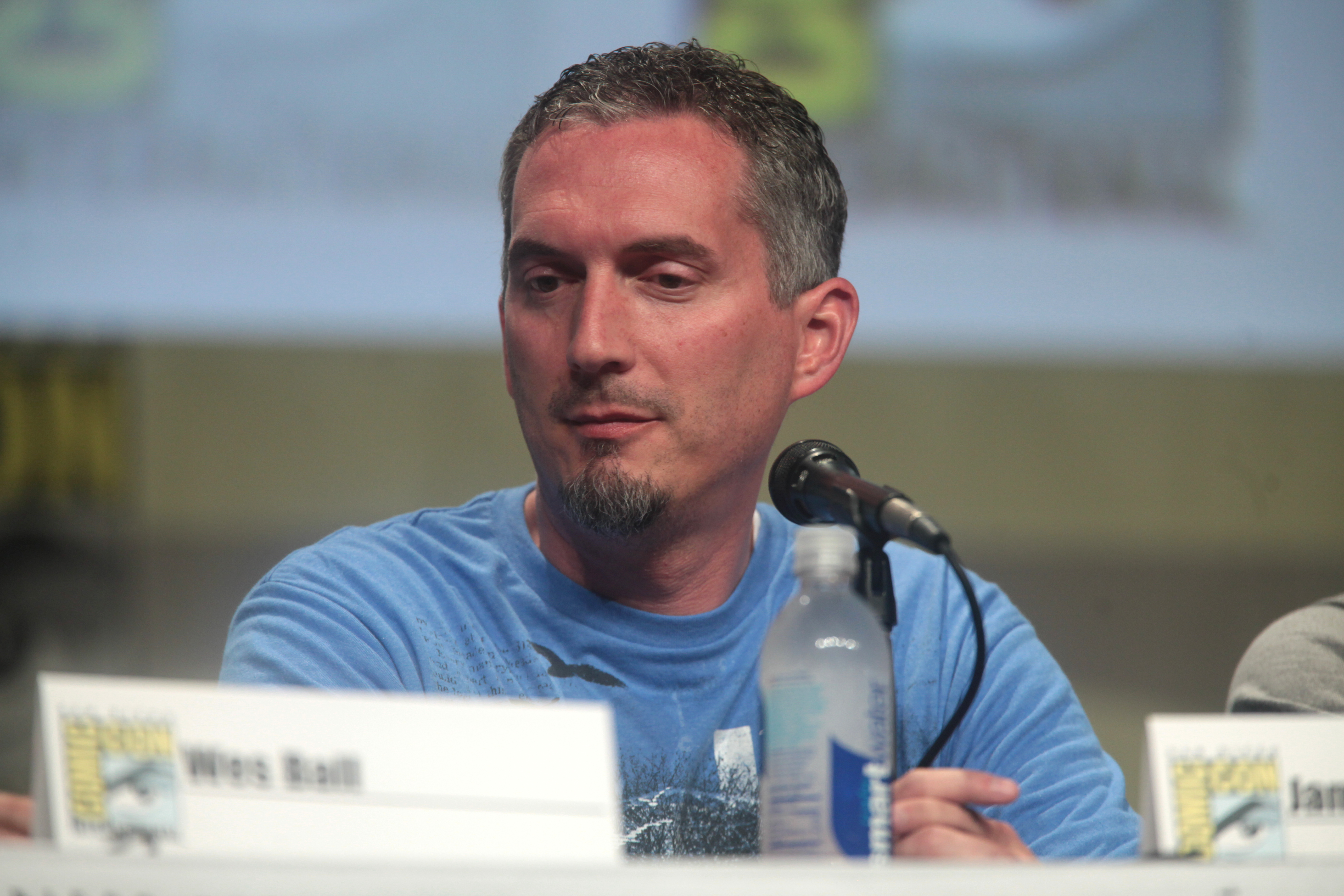
James Dashner.

L'Épreuve (titre original : The Maze Runner) est une trilogie de romans de science-fiction jeunesse de James Dashner dont le premier tome en français est paru en 2012 chez Pocket Jeunesse : Le Labyrinthe, La Terre brûlée et Le Remède mortel. Deux préquelles ont suivi la série : L'Ordre de tuer (paru en 2015 en France) et La Braise (paru en 2016 aux États-Unis). La trilogie s'est vendue à dix millions d'exemplaires  dans le monde.
Le succès de la série a mené à une adaptation cinématographique par la 20th Century Fox. Le premier volet, intitulé Le Labyrinthe, est sorti en 2014 et le second film, Le Labyrinthe : La Terre brûlée est sorti en 2015. Le troisième et dernier film, Le Labyrinthe : Le Remède mortel, est sorti le 7 février 2018 en France.

## Romans

### SérieL'Épreuve
1. Le Labyrinthe, Pocket Jeunesse, 2012 ((en) The Maze Runner, 2009)
2. La Terre brûlée, Pocket Jeunesse, 2013 ((en) The Scorch Trials, 2010)
3. Le Remède mortel, Pocket Jeunesse, 2014 ((en) The Death Cure, 2011)

### SérieAvant le labyrinthe
1. L'Ordre de tuer, Pocket Jeunesse, 2015 ((en) The Kill Order, 2012)
2. La Braise, Pocket Jeunesse, 2017 ((en) The Fever Code, 2016)

#### SérieLe Rivage des survivants
1. Le Rivage des survivants, Pocket Jeunesse, 2021 ((en) The Wicked String, 2021)
2. Le Rivage des survivants : Livre 2, Pocket Jeunesse, 2024 ((en) The Godhead Complex, 2024)

### Roman indépendant
- Le Destin de Newt, Pocket Jeunesse, 2021 ((en) Crank Palace, 2020)

## Résumés détaillés

### Le Labyrinthe
Thomas, 16 ans, se réveille dans une cage qui mène à un labyrinthe. Il y rencontre quelques dizaines d'adolescents envoyés là à raison d'un par mois ; ils sont eux aussi amnésiques, ne se souvenant que de leur prénom. Thomas apprend peu à peu le fonctionnement du groupe. Les plus anciens sont là depuis deux ans, ils s'appellent entre eux les blocards. La grande cour entourée de murs géants, le « bloc », qui se trouve au milieu du labyrinthe, a été aménagée pour entretenir un potager et élever un peu de bétail ; un petit cimetière accueille les blocards qui n'ont pas survécu à leurs tentatives d'évasion ; un bâtiment sert de dortoir et de réfectoire, mais ils sont nombreux à dormir dehors car il ne pleut jamais. Les tâches sont réparties pour occuper chacun et assurer la cohésion du groupe. Certaines fournitures arrivent par un ascenseur, la « boîte », envoyées par des personnes extérieures que les prisonniers ont dénommées les créateurs.
Thomas se sent irrésistiblement attiré par le rôle de coureur, pourtant réservé aux plus méritants : chaque jour, ceux-ci parcourent le labyrinthe en relevant la position des murs, dont l'emplacement a varié depuis la veille. Mais ils doivent impérativement rentrer avant que les portes ne se referment automatiquement à la tombée de la nuit. Car alors les griffeurs, des monstres faits de chair et de métal, sillonnent le labyrinthe et agressent les blocards restés à leur portée. Au mieux ils sont piqués par un de leurs nombreux appendices, et les séquelles sont graves malgré le sérum fourni : on l'appelle ici la « transformation » ; au bout de plusieurs jours de souffrance, quelques bribes de leur ancienne vie leur reviennent en mémoire. Ces souvenirs semblent faire émerger un monde apocalyptique.
Le lendemain de l'arrivée de Thomas, une fille arrive dans le labyrinthe par la boîte. C'est la première et seule fille. Elle est inconsciente et le restera plusieurs jours. Dans sa main, il y a un papier annonçant que tout va changer et que plus personne n'arrivera dans le labyrinthe. Thomas croit la connaître.
Quelques jours plus tard, Thomas se retrouve prisonnier dans le labyrinthe en voulant venir en aide à Minho, un coureur, et à leur chef Alby. Ce dernier étant blessé. Ils doivent y survivre une nuit entière, ce qui n'est encore jamais arrivé. Mais grâce à une ingéniosité et un courage insoupçonnés, Thomas et ses camarades non seulement survivent, mais trouvent un moyen d'éliminer des griffeurs au bord d'une falaise. Retour en héros qui s'accompagne de beaucoup de suspicion au sujet de Thomas : les visions du passé de deux blocards ayant subi la transformation révèlent que Thomas a joué un rôle dans leur enfermement.
Thomas ne subit qu'une sanction légère car il a enfreint les règles en sortant dans le labyrinthe, mais a sauvé Alby. Il peut intégrer le groupe des coureurs. Il apprend que le labyrinthe est partagé en zones, chacune dévolue à un coureur qui en mémorise les contours et les déplacements nocturnes avant de les mettre par écrit une fois rentré au bloc. Ils espèrent ainsi trouver un schéma, une régularité et surtout une porte de sortie. Lors d'une exploration, Thomas et Minho découvrent une anomalie : les griffeurs semblent disparaître en sautant de la Falaise. Et en lançant de nombreux cailloux, ils mettent au jour une fenêtre invisible, une illusion d'optique, qui permettrait d'accéder à un endroit secret qu'ils appellent le trou des griffeurs.
La jeune fille, Teresa, parvient à communiquer par télépathie avec Thomas, lui révélant qu'ils se connaissaient avant et qu'ils semblent avoir eu un rôle dans la situation d'enfermement de leurs camarades. Un élément important est transmis par Teresa avant que ses souvenirs ne soient effacés : le labyrinthe est un code. Elle affirme aussi avoir enclenché le processus de fin.
Le lendemain, le faux soleil qui régissait les alternances jour et nuit est éteint, l'approvisionnement alimentaire par les créateurs est stoppé et surtout les portes qui closent le labyrinthe la nuit ne se ferment plus. La résistance s'organise, mais rien n'y fait : chaque nuit les griffeurs viennent dans la ferme tuer et emporter un blocard.
Alors, Thomas et ses amis cherchent si les plans accumulés jour après jour par les coureurs fournissent des indices à côté desquels ils seraient passés jusque-là. Effectivement, en superposant les plans de toutes les sections d'un même jour, une lettre apparaît. Et les lettres des différents jours permettent d'obtenir une séquence de mots, en boucle.
N'ayant pas d'autre idée pour sauver une situation qui semble compromise, Thomas se laisse volontairement piquer pour subir une transformation, certes extrêmement douloureuse, mais qui lui permettrait de retrouver une partie de ses souvenirs, et peut-être d'y puiser un moyen de s'échapper du labyrinthe. Ce moyen existe, mais il est très risqué : affronter les griffeurs pour passer par leur trou, espérer y trouver un ordinateur pour y entrer le code et tout arrêter. De toute façon, il n'y a pas d'autre issue et un groupe s'organise. Les pertes sont nombreuses mais une vingtaine de survivants parvient à s'échapper.
Une fois dehors, un responsable les informe qu'ils faisaient en fait partie d'un programme scientifique d'études sur des enfants jugés surdoués pour sélectionner les plus aptes à survivre. La Terre a été ravagée par une série d'éruptions solaires qui a en plus apporté un mal dévastateur : la Braise. Un groupe de dissidents attaque alors le centre pour les libérer des gens qui les avaient volontairement enfermés, et pour les conduire à un centre où ils sont soignés.
Il s'avère finalement que la deuxième phase de tests ne fait que commencer et qu'un second groupe de cobayes a survécu à un autre labyrinthe.

### La Terre brûlée
Le livre commence avec Thomas et les autres adolescents connus comme les « Blocards » qui, après avoir échappé à une expérience connue sous le nom du « labyrinthe » dans le livre précédent, ont été amenés dans un dortoir par un groupe de sauveteurs. Thomas est réveillé par une communication télépathique avec Teresa, la seule fille « Blocard », qui a été placée dans un dortoir séparé. Comme il se réveille, il constate que l'installation est attaquée par des « Fondus », personnes très agressives , touchées par une épidémie de peste connue sous le nom de la « Braise ». Lui et d'autres Blocards tentent de s'échapper dans la partie commune de l'établissement et ils découvrent que leurs sauveteurs sont morts. Ils constatent aussi que Teresa est absente de sa chambre, et à sa place ils trouvent un garçon nommé Aris Jones. Aris explique qu'il a échappé à une expérience similaire au labyrinthe, baptisée « Groupe B », dans lequel il était le seul garçon. Ils découvrent alors tous des tatouages sur leurs cous qui leur attribuent des rôles. Aris est le « Partenaire », Newt est la « Colle », et Minho est le « Chef », tandis que le tatouage de Thomas dit « À tuer par le groupe B ».
Les Blocards réintègrent l'espace commun et découvrent que les corps de leurs sauveteurs ont disparu. Ils trouvent l'un des scientifiques de WICKED, l'organisation qui a créé l'expérience, qui explique que WICKED les a étudiés pour tenter de trouver un remède contre la « Braise ». Il leur dit qu'ils ont été infectés par la Braise et qu'ils doivent en deux semaines parvenir à traverser la « Terre Brûlée », une étendue désertique à la surface au climat particulièrement hostile, pour trouver un havre de paix et obtenir un remède.
Les Blocards voyagent jusqu'à la Terre Brûlée à travers un portail de téléportation et se retrouvent dans un tunnel rempli de pièges. Ils s'échappent dans le désert et trouvent un bâtiment dans lequel une jeune fille crie. Thomas découvre que les cris sont artificiels et pénètre dans le bâtiment pour trouver Teresa, qui l'embrasse et lui dit qu'il doit rester loin d'elle.
Pendant la recherche pour trouver des fournitures, Thomas commence à se souvenir de sa relation avec Teresa avant que leurs souvenirs n'aient  disparu. Ils trouvent une ville, mais rencontrent une tempête qui tue plusieurs garçons, y compris Winston et Jack. Ils se réfugient dans un bâtiment où ils trouvent un groupe de Fondus dirigé par un jeune homme du nom de Jorge. Thomas convainc Jorge et une jeune fille nommée Brenda, commandante en second, d'aider les Blocards à s'échapper en échange d'une partie du remède. Thomas et Brenda sont séparés du reste du groupe, et Thomas découvre un message écrit sur la ville qui dit qu'il est « le véritable chef ». Thomas et Brenda sont soudain pris par un autre groupe de Fondus qui les droguent, mais avant qu'ils ne sortent, Brenda essaie d'embrasser Thomas. Il refuse ses avances. Minho les sauve avec l'aide des autres Blocards, mais Thomas reçoit dans l'épaule une balle rouillée qui provoque une infection.
L'infection de Thomas empire et WICKED capture Thomas pour guérir ses blessures. Thomas guéri est plus tard renvoyé parmi les Blocards, à qui il explique que WICKED ne voulait pas qu'il soit blessé et que l'entreprise le considère comme très important. Thomas reçoit plus tard un message télépathique de Teresa l'avertissant qu'une chose terrible va se produire et qu'elle ne pourra l'aider.
Les Blocards viennent trouver le groupe B, désormais dirigé par Teresa. Le Groupe B fait alors prisonnier Thomas, et Teresa dit qu'elle a l'intention de le tuer. Certaines des autres filles disent à Thomas que Teresa ne l'a jamais aimé et que leur baiser avait été contre son gré. Plus tard, Teresa vient voir Thomas avec Aris. Teresa et Aris s'embrassent, et elle explique qu'elle a manipulé Thomas tout le long. Ils enferment Thomas dans une pièce d'où il sort. Bien qu'arrivé dehors, il se souvient de certains de ses moments passés avec Teresa et Aris avant son entrée au labyrinthe. Finalement, Thomas est sauvé par Aris et Teresa, qui expliquent qu'ils ont été contraints par WICKED de faire croire à Thomas qu'ils l'avaient trahi, et que, s'ils n'avaient pas respecté cet ordre, WICKED aurait éliminé Thomas. Ce dernier a des doutes et n'a plus confiance en eux.
Les Blocards et le groupe B se rendent à l'endroit où le refuge est censé se trouver, mais ils sont attaqués par des monstres créés par WICKED. Un véhicule WICKED arrive et ils se battent, mais WICKED permet que soit Jorge, soit Brenda vienne avec eux. Thomas choisit Brenda, en espérant que WICKED prendra celui qu'il n'a pas choisi. Quand il ne le fait pas, il improvise en maîtrisant le garde pour permettre aux deux à la fois de rester. Le gardien accepte, disant que c'était un autre test. Plus tard, Theresa communique par télépathie avec Thomas, lui disant qu'elle avait travaillé pour WICKED. Thomas est maintenant séparé de ses amis  et laissé à l'isolement pendant longtemps. Teresa lui dit  par télépathie avec lui qu'on a raconté aux autres qu'il a succombé à la « Braise ». Thomas lui répond de le laisser seul et elle lui rappelle que « WICKED est bon » avant de couper la communication.

### Le Remède mortel
Le protagoniste Thomas, détenu à l'isolement, est finalement libéré par le directeur adjoint Janson, qui raconte aux Blocards et au groupe B qu'il y a un remède contre le virus « Braise » (une maladie mortelle). De nombreux anciens blocards sont immunisés contre la « Braise » alors que certains, notamment Newt, ne le sont pas, mais les immunisés sont détestés. Les Blocards se voient offrir la chance de récupérer leurs souvenirs et de supprimer les contrôleurs dans leurs têtes. Thomas, Minho, et Newt refusent de récupérer leur mémoire mais Janson décide d'effectuer l'opération de force. Ils s'échappent, avec l'aide de Brenda  et retrouvent Jorge, assommé dans un hangar à Berg. Jorge et Brenda leur révèlent avoir travaillé pour WICKED, et avoir été envoyés sur la Terre Brûlée. Brenda convainc Thomas qu'elle n'a pas eu le choix, et Thomas lui pardonne. Peu de temps après, ils découvrent que tous ceux qui ont subi la procédure de restauration de leur mémoire les ont abandonnés en volant un Berg du hangar. Newt commence à ressentir les premiers symptômes de la Braise, qui entraîne agressivité, dégénérescence du cerveau et finit par réduire l'humain à l'état d'animal ; il frappe Minho sans raison, ce qui conduit à une bagarre entre eux. Newt donne une note écrite à Thomas et lui dit de l'ouvrir « quand le moment sera venu ». Ils volent un autre Berg, piloté par Jorge, et partent en direction de Denver.
Ils atteignent la ville de Denver à la recherche d'un homme appelé Hans qui peut retirer à Thomas, Minho, et Newt leurs puces de contrôle. Newt, infecté par la braise, est incapable de continuer, et le reste du groupe doit le laisser derrière dans le véhicule volant. À l'aéroport, un homme noir les dirige vers une adresse. Celui qui les attend n'est autre que Gally, qui a rejoint un groupe de résistants appelé le Bras Droit et qui est déterminé à mettre un terme aux expériences. Il leur explique que WICKED veut capturer chaque immunisé qu'il peut trouver pour préparer un autre cycle d'essais. Gally révèle également que les villes en ruines sont le séjour de beaucoup de malades de la « Braise », mais ils participent à la création d'un médicament appelé le Bliss, qui ralentit la progression du virus.
Thomas et ses amis trouvent Hans et suppriment les puces de contrôle de Minho et Thomas. Dans un café où un contaminé est capturé par la sécurité, Thomas est arrêté par des gardes, qui veulent le livrer à des chasseurs de primes. Janson (sous une forme d'hologramme) utilise un véhicule de police pour abattre le garde qui retenait Thomas prisonnier et lui explique que Newt est en grave danger : le virus évolue beaucoup plus vite que la normale et s'il espère le sauver ainsi que le reste de la population, il doit se livrer au WICKED pour la dernière épreuve. Minho, Thomas, Brenda et Jorge parviennent à revenir au Berg et y trouvent une note : Newt a été capturé par les Fondus. Minho convainc trois d'entre eux d'aller au Palais des Fondus pour une tentative de sauvetage et ils rencontrent Newt après avoir corrompu les gardes. Newt leur dit avec colère de partir en leur braquant son lanceur (arme électrique) et les Fondus les chassent. Thomas se souvient de la note que Newt lui a donnée et la lit : il l'y implorait de le tuer. Thomas se désespère de ne pas avoir lu la note plus tôt, mais les quatre finissent par revenir à Denver.
Là, ils découvrent que Teresa et les autres ont été capturés. Thomas et Minho assomment les gardes et menacent de leur tirer dans les pieds s'ils ne les amènent pas jusqu'à leur chef. Thomas découvre que le « leader » est en fait le chef de file du Bras Droit, Vince. Vince, accompagné de Gally, leur dit qu'ils copient le design de WICKED et annonce qu'il prévoit de prendre leur bâtiment d'assaut. Il révèle le plan : faire sauter le WICKED. Lawrence va escorter Thomas en dehors de la ville et récupérer le Berg avec lequel il se rendra au WICKED. En chemin vers le Berg, Thomas voit Newt avec un groupe de Fondus, qui attaquent Denver. Thomas tente de convaincre Newt de venir avec lui, ce dernier succombe de plus en plus à la Braise et n'ayant plus toute sa tête refuse. Il lui dit que tout est de sa faute et que, s'il était vraiment son ami, il aurait exaucé son dernier souhait: le tuer avant qu'il ne devienne totalement fondu. Newt le supplie de l'abattre et Thomas, la mort dans l'âme, pointe un revolver sur la tempe de son ami et presse la détente.
Travaillant pour le Bras droit, Thomas arrive au siège du WICKED, et découvre que Janson a l'intention de compléter le remède en examinant la structure du cerveau physique de Thomas — un acte mortel et irréversible, la troisième épreuve. Thomas réussit à installer un dispositif qui désactive toutes les armes de WICKED. Cependant il doit lutter contre les chirurgiens qui sont prêts à lui ouvrir le crâne afin de terminer l'épreuve, tandis que le Bras droit commence l'assaut du centre. Thomas sait que c'est trop tard et qu'il va mourir au nom d'une science qui ne sauvera peut-être personne. C'est avec surprise qu'il se réveille pour découvrir qu'il n'est pas mort et trouve une note de la chancelière Ava Paige. La note révèle que le WICKED dispose de suffisamment de ressources pour mettre au point le remède et que son cerveau n'est pas nécessaire, mais qu'il existe des divergences au sein du WICKED.
La note révèle également l'emplacement des Immunisés que le Bras droit a « vendus » au WICKED, et un « lieu sûr » où Thomas peut emmener ses amis. Thomas et ses amis retournent dans le Labyrinthe pour trouver les Immunisés prisonniers du WICKED. Ils apprennent que le Bras droit veut en faire sauter le siège. Des explosions détruisent le labyrinthe, provoquant la mort de nombreux immunisés. Revenu dans le monde extérieur, Thomas est face à Janson accompagné de six gardes qui refuse de le laisser partir sans avoir terminé la dernière épreuve. En combat singulier, Thomas, armé d'un tuyau de métal, réussit à étrangler l'Homme-rat. Alors que le plafond commence à s'écrouler, Teresa se jette sur lui et lui sauve la vie. Elle succombe à ses blessures quelques secondes après lui avoir dit qu'elle était désolée pour tout. Les survivants passent à travers le portail vers un paradis luxuriant.
Le livre se termine sur le baiser de Thomas et Brenda face à un coucher de soleil, libérés de la peur d'être destinés à une mort certaine.
L'épilogue révèle que la Braise a été délibérément conçue et relâchée par le gouvernement comme mode de contrôle démographique de la population après que le soleil a calciné le monde, mais que cela a dégénéré et échappé à tout contrôle, le WICKED étant incapable de trouver un remède. La chancelière réalise que depuis le début, les Immunisés sont le seul espoir ; alors que le monde va s'effriter, les Immunisés survivants seront seuls capables de reconstruire la société et d'assurer la survie de la race humaine. C'est selon elle, la raison qui fait que « le WICKED est bon ».

## Personnages
- Thomas (livre 1–3, 5)
- Minho (1–3, 5)
- Newt (1–3, 5)
- Teresa (1–5, sous le nom de Deedee dans le 4)
- Directeur adjoint Janson (2–3)
- Brenda (2–3, 5)
- Jorge (2–3, 5)
- Poêle-à-frire (1–3, 5)
- Gally (1–3, 5)
- Vince (3)
- Winston (1–2)
- Chuck (1, 5)
- Ava Paige (1–3, 5)
- Aris (2–3, 5)
- Alby (1, 5)

## Adaptations
- Le Labyrinthe est adapté au cinéma en 2014 sous le titre Le Labyrinthe.
- La Terre brûlée est adapté au cinéma en 2015 sous le titre Le Labyrinthe : La Terre brûlée.
- Le Remède mortel est adapté au cinéma en 2018 sous le titre Le Labyrinthe : Le Remède mortel.